# Aéroport International del Norte
L'Aéroport international Del Norte ( espagnol : Aeropuerto Internacional del Norte, code IATA : NTR • code OACI : MMAN) est un aéroport situé à General Escobedo, dans l'État du Nuevo León, qui fonctionne comme un aéroport secondaire pour la troisième ville du Mexique, Monterrey.

## Histoire
L'aéroport Del Norte a été créée par American Airlines dans les années 1940, au moment où elle souhaitait commencer à desservir Monterrey, mais aucun aéroport n'était disponible. Après un certain nombre d’incidents concernant les procédures d'arrivé à Del Norte (un accident notoire étant l’accident de Carlos A. Madrazo en juin 1969) et l’accroissement du trafic contraignant les autorités à construire un autre aéroport, l’aéroport international General Mariano Escobedo. Autour de l’aéroport, les visiteurs peuvent encore voir de vieilles lettres AA à l’intérieur de certains hangars. 

## Installations
Composé de 123 hangars, principalement privés, d'une tour de contrôle, de deux pistes, l'une de 2 000 m et l'autre de 1 500 m, et d'un terminal avec toutes les installations nécessaires pour les services commerciaux, y compris un hall de pointe avec 2 jetbridges et 2 autres portes d'embarquement. L’aéroport est principalement utilisé pour la formation des pilotes et l’utilisation privée. Il accueille également le centre d’investigation, ingénieur en aéronautique et innovation de l’Université autonome de Nuevo León. 
Le 14 septembre 2007, l’aéroport avait mis à niveau la piste 20 avec un ILS / DME. 